# Partido da Solidariedade Cívica
O Partido da Solidariedade Cívica (em azeri: Vətəndaş Həmrəyliyi Partiyası) é um partido político conservador nacionalista do Azerbaijão. O partido foi criado em 1992 por Sabir Rustamkhanli um poeta azeri que entrou para a política.
Nas últimas eleições parlamentares azeris de 2010 em 07 de novembro, o partido recebeu 1,6% dos votos, que representam 3 dos 125 assentos na Assembleia Nacional da República do Azerbaijão.